# Protomelas dejunctus
Protomelas dejunctus är en fiskart som beskrevs av Stauffer, 1993. Protomelas dejunctus ingår i släktet Protomelas och familjen Cichlidae. IUCN kategoriserar arten globalt som sårbar. Inga underarter finns listade i Catalogue of Life.